# Contraofensiva de Quérson (2022)
A contraofensiva de Quérson foi uma contraofensiva militar iniciada em 29 de agosto de 2022 pelas Forças Armadas da Ucrânia para expelir a presença russa nas regiões ocupadas no sul da Ucrânia, especificamente nos oblasts de Quérson e Micolaíve.
Analistas militares consideram que a contraofensiva foi a terceira fase da invasão da Ucrânia pela Rússia, junto da contraofensiva de Carcóvia, após a invasão inicial e a batalha em Donbas.
Após ataques de artilharia e foguetes contra posições russas, a Ucrânia anunciou o início de uma contraofensiva em grande escala em 29 de agosto de 2022. Em 9 de outubro, a Ucrânia disse ter recapturado 1 170 quilômetros quadrados de território ocupado. Em 9 de novembro, tropas russas foram ordenadas a recuar de Quérson, a única capital capturada desde o início da invasão. Forças ucranianas liberaram a cidade de Quérson dois dias depois, em 11 de novembro.

## Contexto

### Ofensiva russa
Durante a ofensiva do sul da Ucrânia, tropas russas invadiram e capturaram os oblasts de Quérson, Zaporíjia e Micolaíve. Nos primeiros dias do conflito, as forças russas conseguiram avanços significativos no território ucraniano, capturando importantes pontos estratégicos, como Melitopol e Quérson, empurrando as tropas ucranianas para a cidade de Micolaíve. As forças russas pretendiam capturar a principal cidade portuária de Odessa do sudeste ucraniano, mas foram forçadas a recuar após sua derrota na Batalha de Voznesensk e, por fim, só esperavam ocupar uma pequena parte de Micolaíve, principalmente Snihurivka. No oblast de Zaporíjia, as tropas russas avançaram para o norte e derrotaram com sucesso militares ucranianos na Batalha de Enerhodar, tomando assim a cidade e a adjacente Usina Nuclear de Zaporíjia, a maior usina nuclear da Europa continental.

#### Ocupação russa
As forças russas iniciaram a ocupação do oblast de Quérson em 2 de março, e as autoridades de ocupação começaram imediatamente a consolidar seu controle sobre esses territórios. As autoridades ergueram uma estátua de Vladimir Lenin na praça da capital, introduziram o currículo russo no sistema escolar local, alocaram os servidores de internet para a Rússia, passaram a emitir passaportes russos e o rublo se tornou a moeda oficial. Também houve alegações generalizadas de autoridades russas sequestrando centenas de civis ucranianos em territórios ocupados. No início de julho, a Rússia controlava 95% do oblast de Quérson, 70% do oblast de Zaporíjia e 10% do oblast de Micolaíve.

#### Anexação
No final de maio, funcionários do governo russo reconheceram planos de anexar os três oblasts e estavam estabelecendo condições em território ocupado dentro de Zaporíjia. Um referendo foi supostamente planejado pelas autoridades de ocupação russas na região para o final de 2022 para anexar os oblasts de Quérson e Zaporíjia, enquanto as partes ocupadas do oblast de Micolaíve seriam incluídas ao de Quérson, mas as autoridades logo mudaram a data para o outono, em meio a temores de serem rechaçados pelo exército ucraniano, de acordo com militares de inteligência do Reino Unido. Esses referendos foram realizados de 23 a 27 de setembro, com a Rússia anexando oficialmente Donetsk, Lugansk, Zaporíjia e Quérson cerca de uma semana depois, em 5 de outubro. Os governos ocidentais denunciaram os referendos como ilegítimos e se recusaram a reconhecer seus resultados, e sua ilegitimidade foi posteriormente confirmada com a adoção da Resolução ES-11/4 da Assembleia Geral das Nações Unidas.

### Contra-ataques ucranianos
Em 11 de março, a ofensiva russa estagnou em várias frentes dentro do Oblast de Micolaíve, levando a uma retirada gradual até o final do mês. Em abril, as autoridades ucranianas disseram que haviam empurrado o inimigo para o sul, até a fronteira com o oblast de Quérson.
Em 1.º de junho, o Instituto para o Estudo da Guerra avaliou que os contra-ataques ucranianos no oblast de Quérson haviam interrompido com sucesso as linhas terrestres de comunicação russas ao longo do rio Inhulets. Ao longo de junho, pequenas partes dos oblasts de Quérson e do norte de Zaporíjia foram recuperadas pelas forças ucranianas, com combates ferozes em torno de Davydiv Brid. No entanto, a principal linha de defesa russa não recuou como planejado inicialmente. Antes de 9 de julho, a Ucrânia havia realizado vários pequenos contra-ataques contra as forças russas, empurrando-as para posições defensivas. Em 25 de julho, o governador militar da região afirmou que a Ucrânia havia retomado 44 cidades e vilarejos, ou 15% do território da região.

### Guerra Partisan
Houve inúmeros relatos de partisans lutando dentro dos territórios ocupados. Na cidade de Melitopol, líderes da resistência ucraniana afirmaram ter matado 100 soldados russos até 5 de junho. Em Quérson, fontes ucranianas afirmaram que combatentes da resistência bombardearam um café frequentado por tropas russas, matando colaboradores e destruindo a infraestrutura militar russa. Em 30 de agosto, tiroteios e explosões foram registrados na cidade, que as autoridades russas atribuíram a "espiões e sabotadores".

## Prelúdio

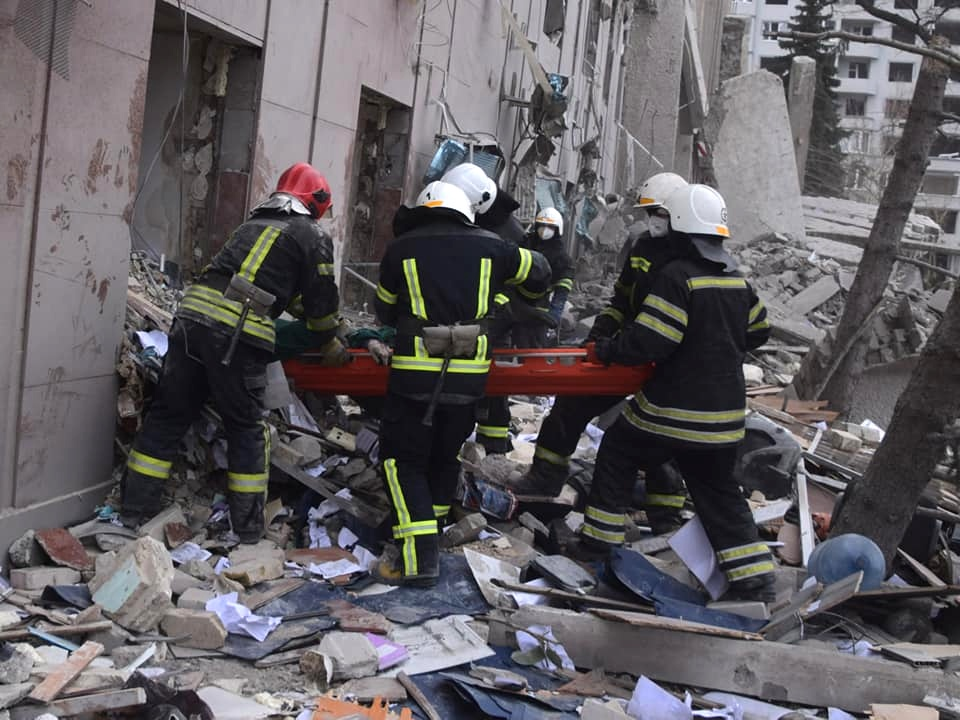
Socorristas trabalham após o ataque aéreo ao prédio do governo de Micolaíve, 29 de março de 2022

Autoridades ucranianas sugeriram pela primeira vez uma ofensiva militar em grande escala em meados de junho, dizendo que "resultados visíveis" deveriam ser esperados de contraofensivas ucranianas até agosto de 2022. Um general ucraniano afirmou em 15 de junho que, se a Ucrânia recebesse armas suficientes, seria capaz de montar uma contraofensiva massiva no verão.
Em 5 de julho, a Ucrânia lançou uma grande campanha de bombardeio contra postos avançados russos em Melitopol, supostamente matando 200 soldados. Em 7 de julho, a Ucrânia retomou a Ilha das Serpentes, dando à Ucrânia acesso a valiosos canais marítimos e rotas de exportação de grãos.
Enquanto isso, a Rússia tentou fortalecer seu domínio sobre os oblasts de Quérson e Zaporíjia. A Rússia declarou que os bebês nascidos em Quérson receberiam automaticamente a cidadania russa, o que implica que Quérson fazia parte da Rússia.

### Especulação de uma contraofensiva
Na manhã de 9 de julho, as autoridades do governo ucraniano começaram a pedir aos residentes dos oblasts de Quérson e Zaporíjia que evacuassem suas casas devido a uma contraofensiva ucraniana iminente. Os moradores de Quérson ocupada, em particular, foram instados a criar abrigos para "sobreviver à contraofensiva ucraniana". Iryna Vereshchuk, vice-primeira-ministra ucraniana e ministra da Reintegração dos Territórios Ocupados Temporariamente, alertou sobre intensos combates e bombardeios nos próximos dias, alegando que as "Forças Armadas estavam chegando".
Em 9 de julho, o presidente ucraniano, Volodymyr Zelensky, ordenou que os militares ucranianos, incluindo elementos do Comando Operacional Sul, retomassem o território ocupado. No mesmo dia, o ministro ucraniano da Defesa, Oleksii Reznikov, afirmou que a Ucrânia estava reunindo uma força de combate de um milhão de homens para a ofensiva. Mais tarde, Reznikov disse que houve um mal-entendido durante sua entrevista e que 1 milhão é a mão de obra total do "setor de segurança e defesa" ucraniano. Ele também negou que tenha havido uma "operação ofensiva específica".
Em 24 de julho, Serhiy Khlan, um oficial da região de Quérson, afirmou que "a região de Quérson será definitivamente libertada em setembro e todos os planos dos ocupantes falharão".
Escrevendo alguns meses depois no The Atlantic, o historiador militar Phillips O'Brien observou que era incomum um lado sinalizar abertamente uma ofensiva pretendida. Ele sugeriu que, ao encorajar os russos a trazer soldados para o lado oeste do Dnipro e depois atacar as pontes, uma armadilha havia sido criada.

### Primeiras medidas
No início de julho, o exército ucraniano travou pequenas escaramuças com as forças russas. Em 11 de julho, o exército ucraniano informou que havia recapturado a vila de Ivanivka, em Quérson. As tropas ucranianas atingiram Nova Kakhovka, um posto de comando russo na cidade de Quérson, com mísseis HIMARS, que mataram 12 oficiais e um major-general russo. À tarde, as autoridades ucranianas afirmaram que as forças russas estavam transferindo equipamentos para a margem esquerda do Dnipro, criando bloqueios de estradas na cidade de Quérson em preparação para batalhas de rua. As autoridades ucranianas pediram aos civis no oblast de Zaporíjia que evacuassem, sugerindo que uma grande contraofensiva estava para acontecer. Em 13 de julho, o chefe da administração militar regional de Quérson afirmou que a Ucrânia lançou contra-ataques ao longo de toda a linha de frente Micolaíve-Quérson-Zaporíjia.
As forças ucranianas destruíram um depósito de munição russo em Radensk (aproximadamente 26 km a sudeste da cidade de Quérson) e posições russas não especificadas em Nova Kakhovka. A Ucrânia continuou a atacar alvos russos e se aproximar de Quérson na semana seguinte.

### Fase de preparação e ofensiva inicial
De acordo com uma declaração de 24 de julho do oficial da região de Quérson , Serhiy Khlan, os ataques ucranianos que danificaram a ponte rodoviária Antonivka, e ataques a depósitos de munição e postos de comando russos foram ações preparatórias para a ofensiva. Um dia antes, Khlan afirmou que as forças ucranianas haviam retomado várias aldeias no oblast de Quérson, mas que as autoridades ucranianas solicitaram aos civis que não publicassem informações sobre o andamento da campanha antes das declarações oficiais. Em 26 de julho, a ponte Antonivka foi atingida novamente por um ataque de míssil ucraniano HIMARS. A ponte permaneceu estruturalmente intacta enquanto a superfície da estrada da ponte foi danificada.
Em 27 de julho de 2022, as forças ucranianas declararam que haviam retomado o controle das aldeias de Lozova e Andriivka, ambas no lado leste do rio Inhulets, em Beryslav Raion, no oblast de Quérson. Nos meses seguintes, as forças ucranianas lançaram uma série de ataques terrestres limitados, bem como vários ataques aéreos e com foguetes contra alvos russos no sul da Ucrânia. Em 9 de agosto, explosões danificaram fortemente a base aérea russa em Novofedorivka, na Crimeia. Um militar ocidental anônimo afirmou que as explosões, possivelmente causadas por um ataque ucraniano, "colocaram fora de uso mais da metade dos jatos de combate da frota [da Rússia] do Mar Negro".
Embora esses ataques ucranianos tenham tido algum sucesso, eles não prejudicaram as defesas russas no sul ou conseguiram um avanço. Em 10 de agosto, um oficial militar ucraniano não identificado disse ao Politico que a contraofensiva havia começado para valer em 9 de agosto. No entanto, a Al Jazeera argumentou que ambos os lados aparentemente lutaram entre si até a paralisação, com uma grande ofensiva ucraniana não se materializando.

## Análise
Em 10 de setembro de 2022, Taras Berezovets afirmou que a contraofensiva do sul fazia parte de uma "campanha de desinformação" para distrair a Rússia da verdadeira contraofensiva que estava sendo preparada no oblast de Carcóvia. O Instituto para o Estudo da Guerra analisou que as forças russas começaram a mover equipamentos das linhas de frente do leste para as do sul, a fim de se preparar para a contraofensiva iminente.
Em 24 de setembro de 2022, o The New York Times informou que comandantes e militares ucranianos reconheceram ter sofrido pesadas perdas durante a ofensiva de Quérson, causadas principalmente pela falta de munição, fortes defesas russas e o papel da artilharia russa. O coronel ucraniano Vadym Sukharevsky creditou parte da vitória da Ucrânia em Quérson aos sistemas de artilharia, munições guiadas e lançadores de foguetes de longo alcance, como o HIMARS, enviados por países parceiros ocidentais em um artigo do The Washington Post.
Após a libertação de Quérson, o Instituto para o Estudo da Guerra argumentou que "a retirada da Rússia da cidade de Quérson está provocando uma fratura ideológica entre figuras pró-guerra e o presidente russo Vladimir Putin, corroendo a confiança no compromisso e na capacidade de Putin de cumprir suas promessas de guerra" , observando as críticas ao governo russo de figuras nacionalistas como Aleksandr Dugin, Igor "Strelkov" Girkin e o Grupo Wagner; o ISW também observou como "a liderança militar russa está tentando e em grande parte falhando em integrar forças de combate extraídas de muitas organizações diferentes e de muitos tipos e níveis diferentes de habilidade e equipamento em uma força de combate mais coesa na Ucrânia", notando especialmente a falta de organização de forças militares provenientes da República Popular de Donetsk e da República Popular de Lugansk.